# Millbrae
Millbrae es una ciudad ubicada en el condado de San Mateo en el estado estadounidense de California. En el Censo de 2010 tenía una población de 21532 habitantes y una densidad poblacional de 2 551,18 personas por km².

## Geografía
Millbrae se encuentra ubicada en las coordenadas 37°36′3″N 122°24′5″O / 37.60083, -122.40139. Según la Oficina del Censo de los Estados Unidos, Millbrae tiene una superficie total de 8.44 km², de la cual 8.41 km² corresponden a tierra firme y (0.37%) 0.03 km² es agua.

## Demografía
Según el censo de 2010, había 21532 personas residiendo en Millbrae. La densidad de población era de 2 551,18 hab./km². De los 21532 habitantes, Millbrae estaba compuesto por el 0.22% blancos, el 0% eran afroamericanos, el 0% eran amerindios, el 0.2% eran asiáticos, el 0% eran isleños del Pacífico, el 0.02% eran de otras razas y el 0.02% pertenecían a dos o más razas. Del total de la población el 0.06% eran hispanos o latinos de cualquier raza.

## Educación
La Biblioteca del Condado de San Mateo tiene la Biblioteca de Millbrae.